# Archidium donnellii
Archidium donnellii là một loài rêu trong họ Archidiaceae. Loài này được Austin mô tả khoa học đầu tiên năm 1877.